# Гент (Њујорк)
Гент (енгл. Ghent) насељено је место без административног статуса у америчкој савезној држави Њујорк.

## Демографија
По попису из 2010. године број становника је 564, што је 22 (-3,8%) становника мање него 2000. године.
| Група             | 2000.       | 2010.       |
| Белци             | 568 (96,9%) | 527 (93,4%) |
| Афроамериканци    | 6 (1,0%)    | 3 (0,5%)    |
| Азијати           | 1 (0,2%)    | 1 (0,2%)    |
| Хиспаноамериканци | 6 (1,0%)    | 25 (4,4%)   |
| Укупно            | 586         | 564         |